# La bellesa dominant la força
La bellesa dominant la força és una figura feta per Venanci Vallmitjana i Barbany el 1886 i que es troba conservada actualment a la Biblioteca Museu Víctor Balaguer, amb el número de registre 1123 d'ençà que va ingressar el 26/07/1887, provinent la col·lecció privada de l'autor de l'obra.	

## Descripció
Imatge que simbolitza la bellesa dominant la força, representada en una figura femenina que sotmet un arrogant lleó.L'obra definitiva de Venanci Vallmitjana feta en marbre era un encàrrec de Lord Standley de Manchester. El mateix escultor va fer altres versions d'aquesta obra en guix o en terra cuita, i en diferents mides. El Museu del Prado també en conserva una. 	

## Inscripció

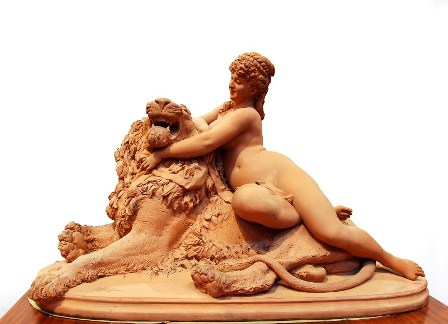
Versió en argila, també conservada al museu

A la figura es pot llegir la inscripció Venancio Vallmitjana (davant); Barna 1886.